# Пшелевиці (гміна)
Гміна Пшелевіце (пол. Gmina Przelewice) — сільська гміна у північно-західній Польщі. Належить до Пижицького повіту Західнопоморського воєводства.
Станом на 31 грудня 2011 у гміні проживало 5384 особи.

## Територія
Згідно з даними за 2007 рік площа гміни становила 162.20 км², у тому числі:
- орні землі: 79.00%
- ліси: 7.00%

Таким чином, площа гміни становить 22.35% площі повіту.

## Населення
Станом на 31 грудня 2011:
| Опис     | Загалом | Загалом | Чоловіки | Чоловіки | Жінки | Жінки |
| -------- | ------- | ------- | -------- | -------- | ----- | ----- |
| одиниця  | осіб    | %       | осіб     | %        | осіб  | %     |
| все      | 5384    | 100     | 2747     | 51.02    | 2637  | 48.98 |
| міське   | 0       | 100     | 0        |          | 0     |       |
| сільське | 5384    | 100     | 2747     | 51.02    | 2637  | 48.98 |

## Сусідні гміни
Гміна Пшелевіце межує з такими гмінами: Барлінек, Варніце, Доліце, Ліп'яни, Пижице.